# أشلي كليفلاند
أشلي كليفلاند (بالإنجليزية: Ashley Cleveland)‏ هي ملحنة ومغنية مؤلفة أمريكية، ولدت في 2 فبراير 1957.

## وصلات خارجية
- الموقع الرسمي
- أشلي كليفلاند على موقع IMDb (الإنجليزية)
- أشلي كليفلاند على موقع ميوزك برينز (الإنجليزية)
- أشلي كليفلاند على موقع أول ميوزيك (الإنجليزية)
- أشلي كليفلاند على موقع ديسكوغز (الإنجليزية)